# Surinaamse parlementsverkiezingen 2025/Kandidatenlijst/A20
Dit is de lijst van kandidaten voor de Surinaamse parlementsverkiezingen in 2025 van A20. Dit is de gedeelde lijst van Alternatief 2020 (A20), Democratie en Ontwikkeling in Eenheid (DOE) en de Partij voor Recht en Ontwikkeling (PRO). De lijsttrekker is Andrew Baasaron. De verkiezingen vinden plaats op 25 mei 2025.
De onderstaande deelnemers kandideren op grond van landelijke evenredigheid voor een zetel in De Nationale Assemblée. Los van deze lijst vinden tegelijkertijd de verkiezingen plaats voor de districtsraden en de ressortraden.

## Kandidatenlijst
Hieronder volgt de kandidatenlijst.
1. Andrew Baasaron (Andrew Gerrit Timothy Baasaron)
2. Steven Reyme (Steven Evert Reyme)
3. Gerold Sewcharan (Gerold Rabinder Sewcharan)
4. Fairouz Fredison (Fairouz Samira Fredison)
5. Carl Breeveld
6. Joan Nibte (Joan Meriam Nibte)
7. Gloria Wong Swie San-Lie Kwie Sjoe (Gloria Astrid Wong Swie San-Lie Kwie Sjoe)
8. Graciëlla Hardjopawiro (Graciëlla Eydie Ariani Hardjopawiro)
9. Yvonne Christiaan (Yvonne Audrey Christiaan)
10. Curtis Hofwijks (Curtis Nathaniël Hofwijks)
11. Rashly Resida
12. Anneke Kerto (Anneke Kartini Kerto)
13. Steven Alfaisi
14. Joraisa Pokie (Joraisa Magracia Pokie)
15. Fabiëne Alfaisi (Fabiëne Omaya Alfaisi)
16. Ricky Stutgard (Ricky Winston Stutgard)
17. Bennito Olieberg (Bennito Rendie Olieberg)
18. Maureen Chandi (Maureen Sharmila Chandi)
19. Robby Holband (Robby Glenn Holband)
20. Winish Imansoeradi (Winish Scaleria Poegiesridarie Imansoeradi)
21. Marcel Adirahardjo (Marcel Rinaldo Adirahardjo)
22. Airien Karsoredjo (Airien Karsinie Karsoredjo)
23. Clifton Jozefzoon (Clifton Richard Jozefzoon)
24. Gelvin Filé (Gelvin Silvano Filé)
25. Quincy Amelo (Quincy Rodrigo Winston Junior Amelo)
26. Florance Castillion (Florance Lourese Castillion)
27. Ritesh Sewpersadsingh (Ritesh Vijayendrasingh Sewpersadsingh)
28. Lorenzo Irion (Lorenzo Esrick Irion)
29. Rachida Grames (Rachida Martha Grames)
30. Jennifer Wong Swie San
31. Paul Brandon (Paul Walther Brandon)
32. Edith van der Erf (Edith Monique van der Erf)
33. Marlon Hoogdorp
34. Marjon Hirosemito (Marjon Soeratmini Hirosemito)
35. Guno Polak (Guno Kenneth Polak)
36. Gerson Abel (Gerson Andy Abel)
37. Elizabeth Atmopawiro (Elizabeth Sitirogaja Atmopawiro)
38. Cornelis Carbin (Cornelis Stuart Carbin)
39. Rayen Karwofodi (Rayen Herold Karwofodi)
40. Barbara Lont (Barbara Nancy José Lont)
41. Elviera Weger (Elviera Sabrina Weger)
42. Mapale Itoewaki
43. Idris Fredison (Idris Safouan Khedir Fredison)
44. Guilliano Francis (Guilliano Zenon Francis)
45. Bianca Soikromo (Bianca Soesiantie Maglien Soikromo)
46. Harry Mungra (Harry Orlando Mungra)
47. Lorette Sjieuw-Oe (Lorette Diana Sjieuw-Oe-Joen)
48. Deborah Hoogdorp (Deborah Monique Hoogdorp)
49. Ruben Padarath
50. Dennis Sibilo (Dennis Franklien Sibilo)
51. Samuël Kuik (Samuël Hendrik Kuik)

Kandidaten per partij: A20 · 
ABOP · 
APP · 
BEP · 
DA'91 · 
DNL · 
DUS · 
NDP · 
NPS · 
OPTSU · 
PL · 
PVC · 
VHP · 
VLS